# Boca Toma

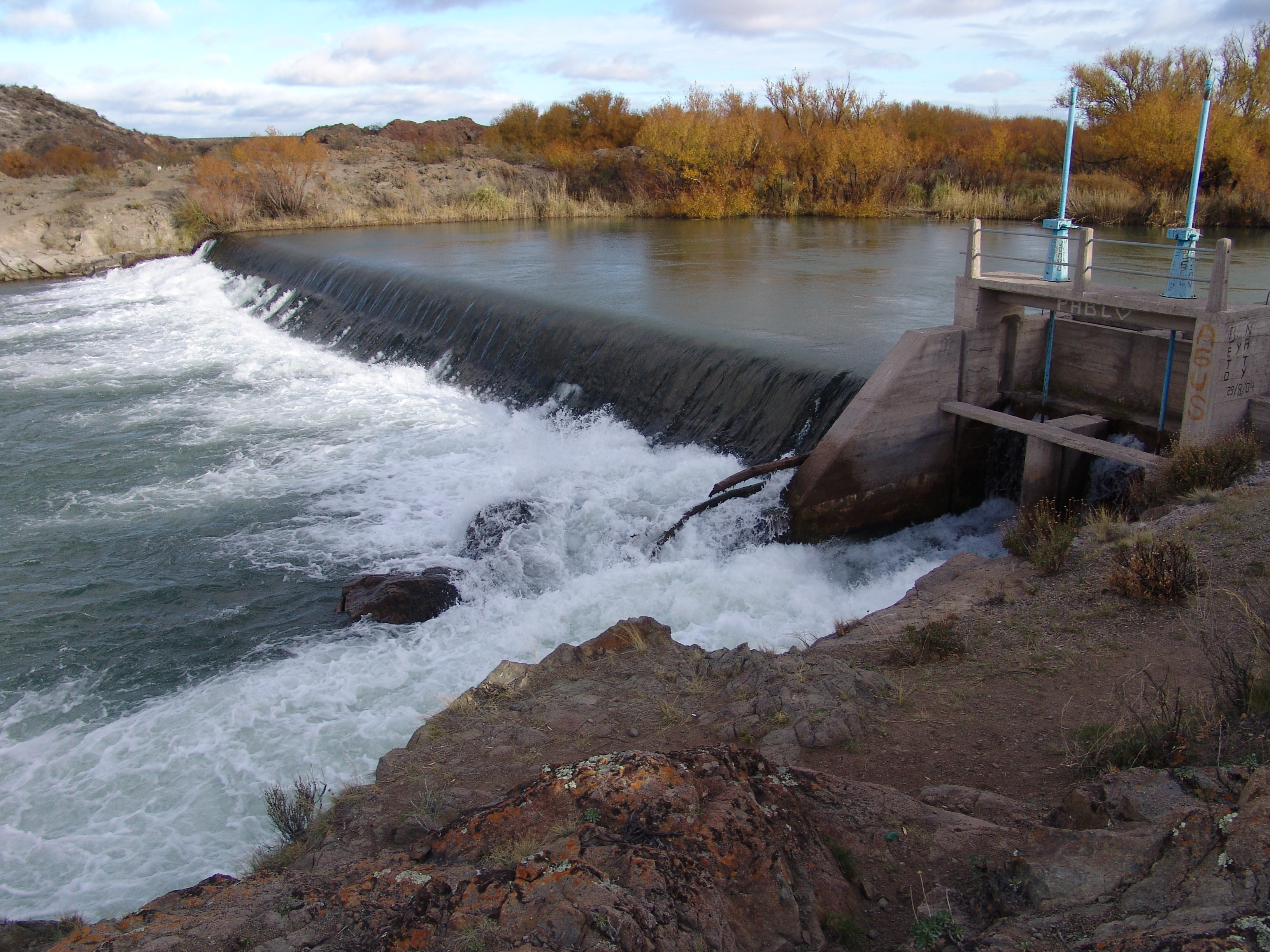
Boca Toma

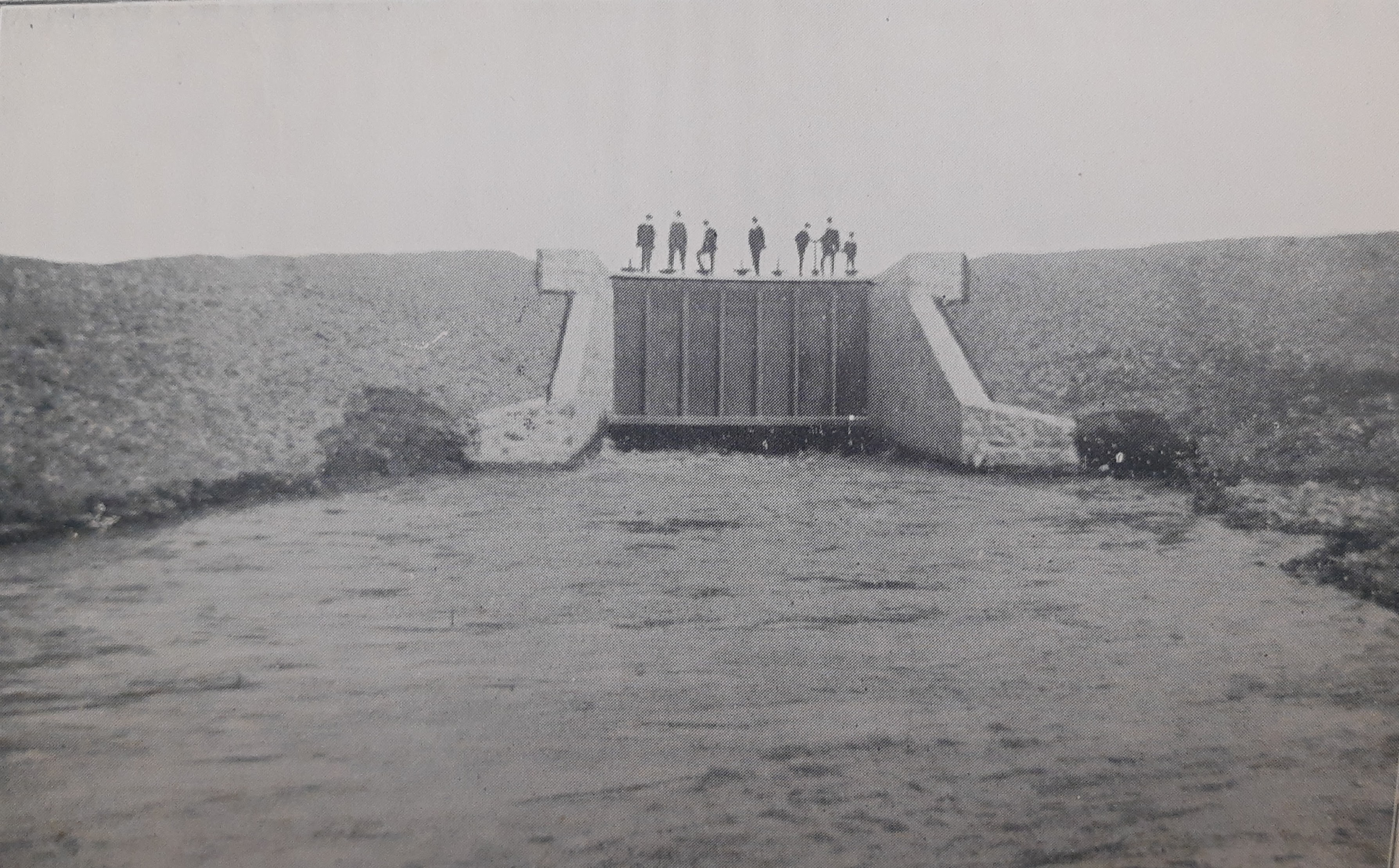
Boca Toma en 1910.

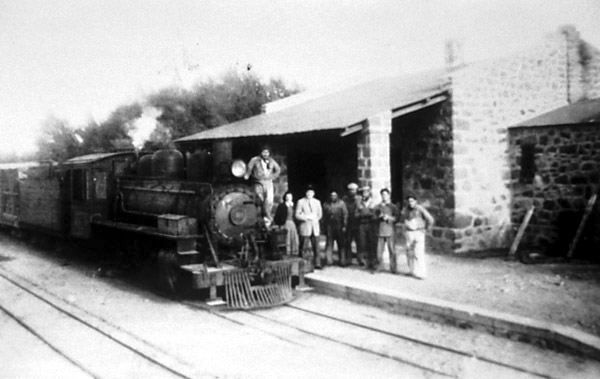
Estación Boca de la Zanja

La Boca Toma o Boca de la Zanja en el valle inferior del río Chubut, provincia del Chubut, Argentina, está ubicada a pocos kilómetros río abajo del Dique Florentino Ameghino, al oeste de la localidad de Veintiocho de Julio en el Departamento Gaiman.
En esta zona existen frondosas arboledas formadas a partir de los canales de riego, conformando un espacio utilizado para el esparcimiento y recreo. Además, se encuentra en la zona rural conocida como Tir Halen (en galés: Tierra Salada), que durante el siglo XIX marcaba el límite del valle y se caracteriza por la presencia de salitre en la tierra.

## Características
Se trata de un murallón de cemento sobre el lecho del río Chubut que provoca un desnivel importante en el río, suficiente como para verter agua hacia los canales de riego, elementos estos indispensables para hacer productivo el valle. Esto se debe a que la zona tiene un índice de lluvias anuales muy escaso por lo que la producción agrícola en el valle con riego natural de lluvia no es posible y además, generalmente los meses de invierno es el que más precipitaciones tiene y en verano que es cuando más se necesita el agua es cuando las precipitaciones escasean.
Este murallon verte el agua del río hacia los dos principales canales de riego: Norte y Sur, estos canales, junto con los secundarios recorren el valle en forma paralela al río y se ubican en las márgenes norte y sur, respectivamente. Dichos canales fueron construidos a fines del siglo XIX por los colonizadores galeses y ello posibilitó el surgimiento de un valle agrícola en una región que se caracteriza por la aridez. El agua es llevada desde los canales principales hasta los secundarios y de allí, hasta los surcos que poseen cada chacra. Hoy se contabilizan en la zona 23.480 hectáreas regadas.
Aquí se encontraba la Estación Boca de la Zanja del Ferrocarril Central del Chubut, inaugurado en 1888 y cerrado en 1961. Además, en la zona existían minas de caolín.
Esta construcción que fue aprobada por el año 1912, estuvo a cargo de la Compañía de Riego y fue inaugurada en 1919. La obra que actualmente se conoce como Boca Toma fue realizada por Agua y Energía en el año 1971. La obra permite que la cota del agua alcance la cota 42 (42 metros sobre el nivel del mar).

## Mapa

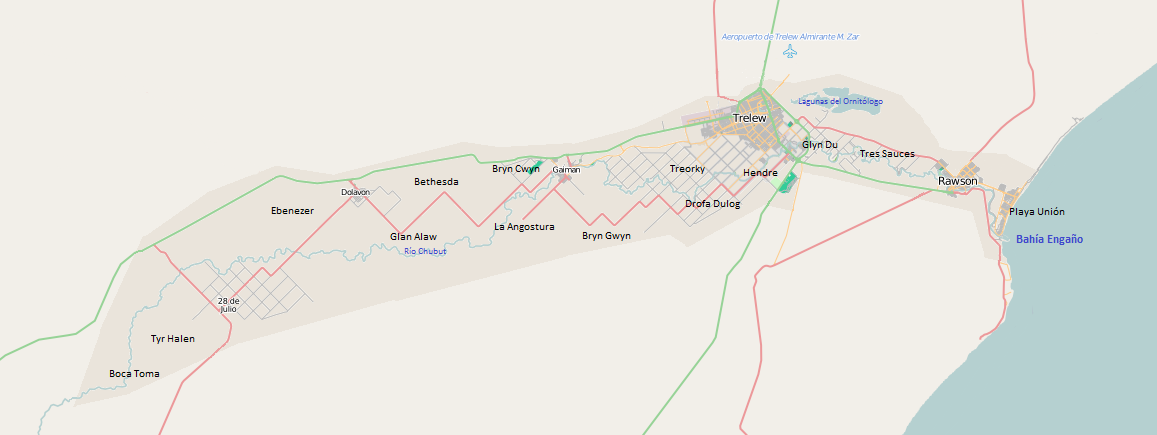
Mapa del valle inferior del río Chubut con las localidades y zonas rurales